# TV Wattenscheid 01 Leichtathletik
Der TV Wattenscheid 01 Leichtathletik e. V. ging 1971 aus dem am 18. Mai 1901 in Wattenscheid gegründeten TV Wattenscheid 01 hervor und zählt zu den erfolgreichsten Leichtathletikvereinen Deutschlands.

## Geschichte
Die Ziele bei der Vereinsgründung 1901 waren, „…die edle Turnerei, das Jugendspiel und die Übung der Leibeskräfte und zugleich die Vaterlandsliebe und Verehrung für Kaiser und Reich zu pflegen. Frische des Geistes, Vertrauen in die eigene Kraft und Entschlossenheit des Willens bei der Jugend zu wecken, sie aber auch an rasches Auffassen und genaues Ausführen eines Befehls zu gewöhnen und zu williger Unterordnung unter die Zwecke eines größeren Ganzen zu erziehen.“
Im Frühjahr 1966 entschloss man sich, die Leichtathletikabteilung zu einem neuen Schwerpunkt zu machen. 1970 gewann man den Textilunternehmer Klaus Steilmann als Sponsor. Aktueller Haupt- und Trikotsponsor sind die Stadtwerke Bochum. Diese unterstützen auch TV 01-Veranstaltungen wie den Stadtwerke Halbmarathon Bochum (vormals: rewirpower-Citylauf, den rewirpower Sprintcup der Bochumer Grundschulen sowie den rewirpower Westparklauf der Bochumer Schulen).
1971 entwickelte sich aus dieser Leichtathletikabteilung der heutige Verein, weil unter dem alten Vorstand für moderne Trainingsmethoden keine Perspektive mehr bestand.
Das Trainingsgelände an der Lohrheide in Wattenscheid besteht aus einer Sporthalle mit einer 130-Meter-Sprintgeraden, einer Stabhochsprunganlage und einer Wurfanlage und dem Lohrheidestadion. Angeschlossen ist ein Sportinternat. Nachwuchssportler aus der Region werden mithilfe des Teilinternats gefördert. Das beinhaltet unter anderem Fahrdienst und Hausaufgabenbetreuung.
Prominenteste Athletin des TV 01 ist die Mehrkämpferin Sabine Braun, die sich zwei Weltmeistertitel sichern konnte und insgesamt fünf Mal an Olympischen Spielen teilnahm, dabei gewann sie 1992 eine Bronzemedaille. Bei den Europameisterschaften in München holte sie im Jahr 2002 noch einmal die Silbermedaille; danach beendete sie ihre Laufbahn. International sorgte 2016 Diskuswerfer Daniel Jasinski für Aufsehen, er gewann die Bronzemedaille bei den Olympischen Spielen in Rio. Hürdensprinterin Pamela Dutkiewicz gewann bei den Weltmeisterschaften in London 2017 die Bronzemedaille über 100 Meter. Sprinter Julian Reus wurde zu seiner Wattenscheider Zeit mehrfacher deutscher Meister über 100 und 200 Meter und deutscher Rekordhalter mit 10,01 s auf 100 Meter. 2018 wechselte Reus zum Erfurter LAC.
Der TV Wattenscheid 01 stellt regelmäßig mehrere Athleten der deutschen Leichtathletiknationalmannschaft.
Weitere bekannte Athleten:
- Marc Blume (Sprint, nicht mehr aktiv)
- Klaus Ehl (Sprint, nicht mehr aktiv)
- Sebastian Ernst (Sprint)
- Jan Fitschen (5000 Meter/10.000 Meter, nicht mehr aktiv)
- Eleni Gebrehiwot (Langstrecke)
- Raymond Hecht (Speer, nicht mehr aktiv)
- Denise Hinrichs (Kugel)
- Christina Honsel (Hochsprung)
- Alexander Kosenkow (Sprint)
- Denise Krebs (Mittelstrecke)
- Willi Mathiszik (Hürdensprint, nicht mehr aktiv)
- Monika Merl (800 Meter, nicht mehr aktiv)
- Irina Mikitenko (Langstrecke, Marathon)
- Michael Möllenbeck (Diskuswurf, nicht mehr aktiv)
- Christian Nicolay (Speer, nicht mehr aktiv)
- Ronny Ostwald (Sprint, nicht mehr aktiv)
- Melanie Paschke (Sprint, nicht mehr aktiv)
- Sina Schielke (Sprint, nicht mehr aktiv)
- Karsten Stolz (Kugel, nicht mehr aktiv)
- Bastian Swillims (400 Meter, nicht mehr aktiv)
- Katja Tengel (Sprint, nicht mehr aktiv)
- Kerstin Werner (Mittelstrecke, nicht mehr aktiv)
- Willi Wülbeck (800 m, Weltmeister 1983)

Vorsitzender ist Jörg Klocke, als Geschäftsführer fungiert der Ex-Sprinter Michael Huke. Anton Kirschbaum ist Laufrainer (Langstrecke), Ingo Knosowski ist Pressesprecher.
Der Verein hat auch eine Behindertensportabteilung, die von der Bundestrainerin Simone Lüth geleitet wird. Katrin Müller-Rottgardt ist die aktuelle Topathletin, sie ist deutschen Rekord über 100, 200 und 400 Meter gelaufen. Auch im Weitsprung hat sie einen deutschen Rekord erkämpft. In der Vergangenheit war Wojtek Czyz sehr erfolgreich für den TV Wattenscheid 01. Er gewann bei den Paralympics in Athen drei Goldmedaillen. Seit 2007 startet er für den 1. FC Kaiserslautern. Weitere bekannte Athleten sind René Schramm, Thomas Loosch, Niels Stein und Tamira Slaby.

## Zusammenarbeit mit Erfurter LAC
Am 23. Oktober 2017 teilte der Vorstandsvorsitzende des Erfurter LAC ohne in Details zu nennen mit, dass Einigkeit mit dem TV Wattenscheid 01 bestehe, im Jugendbereich im Sprint eine Zusammenarbeit zu suchen, um durch Nutzung von Synergien eine Win-Win-Situation zur Förderung der Athleten zu schaffen.